# مصطفی هیبه
مصطفی هیبه (انگلیسی: Moustafa Heiba؛ زادهٔ ۱۷ دسامبر ۱۹۹۶) بازیکن هندبال اهل قطر است.